# Julien de Toulouse
Pour les articles homonymes, voir Julien.
Jean Julien, dit « Julien de Toulouse », pour le différencier de son collègue Marc-Antoine Jullien « de la Drôme », né le 1er juillet 1750 à Saint-Laurent-d'Aigouze et mort le 17 décembre 1828 à Embrun (Hautes-Alpes), est un homme politique de la Révolution française.

## Biographie
Jean Julien est un pasteur protestant établi à Toulouse.
En septembre 1792, Jean Julien est élu député du département de la Haute-Garonne, le cinquième sur douze, à la Convention nationale. Il est nommé commissaire aux archives au début de la session parlementaire.
Il siège sur les bancs de la Montagne. Lors du procès de Louis XVI, il vote la mort sans appel au peuple ni sursis. Il ne participe ni au scrutin sur la mise en accusation de Marat ni à celui sur le rétablissement de la Commission des Douze.
Julien est en effet envoyé en mission dans la ville d'Orléans aux côtés de Bourbotte et de Prieur « de la Marne », afin d'enquêter sur l'attentat perpétré contre Léonard Bourdon. Il est ensuite envoyé à Tours, puis auprès de l'armée des côtes de La Rochelle jusqu'en juin 1793.
En brumaire an II (novembre 1793), Julien est décrété d'arrestation ainsi que ses collègues Basire, Chabot, et Delaunay d'Angers, dans l'affaire de la Compagnie des Indes. Il parvient cependant à s'enfuir. Il est condamné à mort par contumace par le tribunal révolutionnaire lors du jugement des indulgents.
Après le 9 thermidor an II, il réclama contre sa proscription, qu’il attribua à sa haine pour Robespierre et, sur la proposition de Marec qui fit son éloge, la Convention annula le décret de mise hors de la loi, fut en partie remboursé, mais ne permit pas sa rentrée dans le corps législatif.
Pendant le Directoire, il fréquenta les Théophilanthropes avant de s'expatrier pour Turin, dont il revint en 1814 pour reprendre sa profession d'avocat à Embrun.
Compris aussi dans la proscription du 18 brumaire, il fut momentanément arrêté et condamné même à la déportation, mais cette mesure ne fut pas exécutée, et Julien de Toulouse rentra dans une obscurité dont il ne devait plus sortir.
Obligé de quitter la France en 1816, il se réfugia à Turin, n’ayant pu rester en Suisse.